# Super Freak
Super Freak, talvolta nota come Superfreak, è un singolo del cantautore statunitense R&B Rick James, pubblicato il 5 novembre 1981 dall'etichetta discografica Gordy, sottoetichetta della Motown. È stato estratto dal quinto album del cantautore, Street Songs.

## Il successo
Il brano è stato scritto dallo stesso James, che ne ha curato anche la produzione, insieme ad Alonzo Miller, e ha ottenuto un buon successo di vendite.

### Campionamenti
Nove anni dopo la pubblicazione, nel 1990, è stata ripresa da MC Hammer per la realizzazione del singolo U Can't Touch This, contenente un campionamento di Super Freak e che annovera tra gli autori lo stesso Rick James. Al brano di MC Hammer è stato assegnato un Grammy Awards come "Miglior brano R&B"; questo successo ha contribuito al consolidamento della popolarità della canzone. Un campionamento del brano è stato sfruttato anche dal rapper Jay-Z per il brano che dà il titolo al suo disco Kingdom Come. Un campionamento del brano si può trovare anche nel brano Vida loca dei Black Eyed Peas con Nicky Jam e Tyga. Nicki Minaj ha utilizzato un sample del brano per il suo singolo Super Freaky Girl (2022).

### Cover
La popolarità del brano ha portato alla realizzazione di diverse cover da parte di numerosi artisti. Nel 1984 è stato ripreso in chiave ironica dal gruppo musicale satirico di Los Angeles Big Daddy. Una versione in chiave metal è stata invece proposta nel 1989 dal gruppo thrash metal Mordred, contenuta nel disco Fool's Game. Nel 1991, in seguito alla ritrovata popolarità della canzone in seguito al successo di U Can't Touch This, è stata ripresa dal rapper GZA per il suo album di debutto Words from the Genius.
Il 2006 è stato un anno prolifico dal punto di vista di nuove versioni del brano: è stata realizzata una cover rock dal gruppo Straitjacket, inclusa nell'album Vices, una da parte di Billy Crawford per la colonna sonora del film Asterix e i vichinghi e una terza incisa dal gruppo dance Beatfreakz, che ha riscosso un buon successo di vendite in Regno Unito dove ha raggiunto la settima posizione della classifica dei singoli. L'anno successivo ne è stata realizzata una in stile bluegrass da Ricky Skaggs e Bruce Hornsby per il loro omonimo album inciso in collaborazione.
Nel 2023 i Duran Duran pubblicano una cover della canzone rieditata con il loro brano del 1982 “Lonely in your nightmare”. Il brano dal titolo “Super Lonely Freak” è presente nell’album “Danse Macabre”.

### Riferimenti cinematografici e televisivi
Riferimenti al brano sono presenti in diversi film (tra cui Shark Tale, Dance Flick, Little Miss Sunshine e Suicide Squad) e serie TV (tra cui Due uomini e mezzo, Grey's Anatomy, I Simpson e A-Team).

## Tracce
7" Single (Motown 100-07-129 [de])
1. Super Freak (Part I) - 3:18
2. Super Freak (Part II) - 3:32

7" Single (Motown 101546)
1. Super Freak (Part I) - 3:19
2. Super Freak (Part II) - 3:36

12" Maxi (Motown M 35002V1)
1. Super Freak (Part I) - 7:05
2. Super Freak (Part II) - 3:32

## Classifiche
| Paese         | Posizione raggiunta |
| ------------- | ------------------- |
| Paesi Bassi   | 3                   |
| Nuova Zelanda | 4                   |
| Stati Uniti   | 16                  |